# Oued Tlelat
Oued Tlelat (în arabă وادى تليلات) este o comună din provincia Oran, Algeria.
Populația comunei este de 19.384 de locuitori (2009).